# Större rödkanin
Större rödkanin (Pronolagus crassicaudatus) är en däggdjursart som först beskrevs av I. Geoffroy 1832.  Större rödkanin ingår i släktet rödkaniner och familjen harar och kaniner. IUCN kategoriserar arten globalt som livskraftig.

## Utseende
Artens öron och extremiteter är jämförd med andra harar ganska korta. På ovansidan förekommer rödbrun päls med en svart skugga och på undersidan är pälsen ljusare rödbrun och nästan utan skugga. Kännetecknande är ett ljusgrått till vitt band från hakan över kinden till öronens baksida. Annars är huvudet gråaktig men inslag av brun. På den korta svansen förekommer ljus rödbrun päls som är inte lika yvig som hos andra harar.
Vikten är ungefär 2,6 kg.

## Utbredning och habitat
Denna rödkanin förekommer i östra Sydafrika, Lesotho, Swaziland och sydligaste Moçambique. Arten vistas där i låglandet och i upp till 1500 meter höga bergstrakter. Habitatet utgörs av klippiga gräs- eller buskmarker. Födan utgörs främst av gräs.

## Ekologi
Individerna vilar i större bergssprickor eller i sänkor i områden med gräs. De blir aktiva under kvällen och vandrar vanligen en sträcka innan de börjar äta gräs. Arten har särskilda latriner som ligger längre bort från viloplatsen.

## Underarter
Arten delas in i följande underarter:
- P. c. crassicaudatus
- P. c. ruddi